# Esglaó

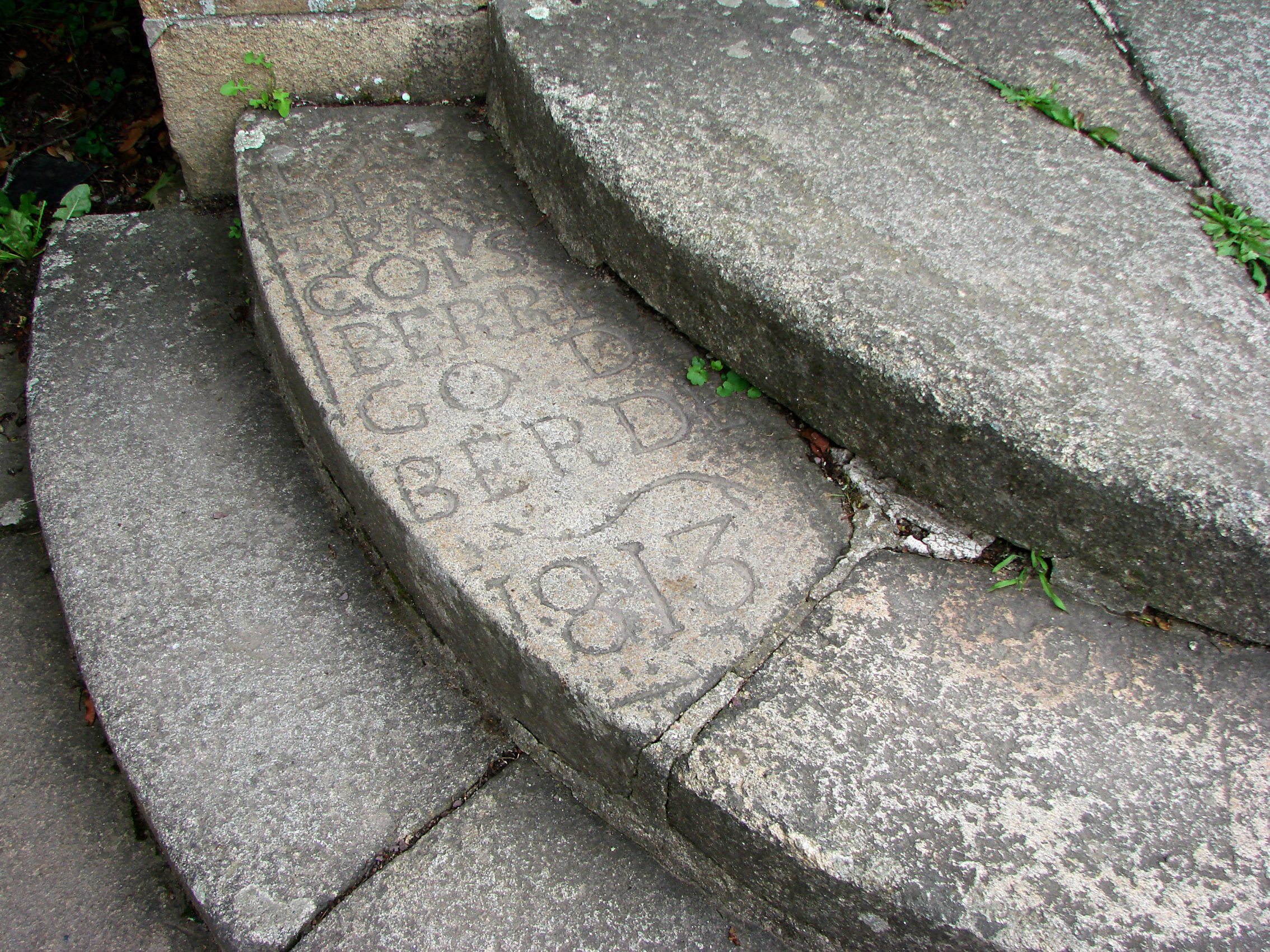
Esglaons d'una església.

Un esglaó, escaló o graó, és la peça de pedra, fusta o una altra matèria que conforma la part horitzontal (petja) i la vertical (contrapetja) d'una escala, i on hom hi recolza el peu en pujar-la o baixar-la. De vegades la contrapetja o part vertical pot no existir.
Així mateix, els esglaons també formen la grada d'un estadi, és a dir, la part horitzontal sobre la qual es col·loquen els seients, o allà on seien els espectadors a un teatre grec.
Es poden distingir els següents tipus de graons:
- Graó cintra o corb. Aquell que les vores descriuen una corba.
- Graó quadrat o recte. El que ofereix igual ample per les seves dues cares.
- Graó de ventall. El que passa diagonalment al replà d'una escala.
- Graó d'angle. El que en les voltes o angles de les escales serveix de replà i és per tant de major amplada que els superiors.
- Graó en semiangle. El que està col·locat immediatament sobre o sota dels  d'angle .
- Graó de replà. El que forma la vora d'un replà.
- Graó en declivi. Aquell que la superfície superior és inclinada en comptes de ser horitzontal.
- Graó motllurat. El vorejat per una motllura.
- Graó triangular. El que està col·locat seguint els radis d'un cercle.